# 毛里利奥·德佐尔特
毛里利奥·德佐尔特（義大利語：Maurilio De Zolt，1950年9月29日—），意大利男子越野滑雪运动员。他曾代表意大利参加1980年、1984年、1988年、1992年和1994年冬季奥林匹克运动会越野滑雪比赛。